# Blasius König
Blasius König, född 1645, död 1706. Han blev 1678 till 1680 handelsborgmästare i Ronneby och 1680 till 1706 i Karlskrona och var dess första borgmästare.
Blasius föddes 1645 på okänd ort. På 1660-talet flyttade han från Viborg i Finland till Sverige och blev befallningsman i Sölvesborg år 1670. Blasius gifte sig 1675 med prostens dotter i Hällaryds socken och de fick fem barn tillsammans. Han gifte senare om sig med Anna Ehrenklo.